# Brigade antigangs
Cet article possède un paronyme, voir Brigade antigang.
Pour plus de détails, voir Fiche technique et Distribution.
Brigade antigangs est un film policier franco-italien de Bernard Borderie, sorti en 1966.

## Synopsis
La brigade antigangs enquête sur le restaurateur Sartet, soupçonné d'être l'auteur de plusieurs hold-up. Arrêté, ce dernier a le temps de confier la cachette de son butin à sa fille.
Son petit ami organise l'enlèvement du frère du chef de la brigade, afin d'obtenir en échange la libération de Sartet.

## Fiche technique
- Titre original : Brigade antigangs
- Titre italien : Pattuglia anti gang
- Réalisation : Bernard Borderie
- Scénario : Bernard Borderie, Auguste Le Breton, d'après le roman Brigade antigangs d'Auguste Le Breton
- Décors : Robert Giordani
- Photographie : Henri Persin
- Son : René Sarazin
- Montage : Christian Gaudin
- Musique : Michel Magne
- Production : Raymond Borderie, Francis Cosne
- Sociétés de production : 
  - Italie : Fono Film Services
  - France : Francos Films, CICC
- Société de distribution : Pathé Distribution
- Pays de production :  France,  Italie
- Langue originale : français
- Format : couleur — 35 mm — 2,35:1 — son Mono
- Genre : film policier
- Durée : 95 minutes
- Date de sortie :
  - France : 19 août 1966
  - Italie : 19 août 1966

## Distribution
- Robert Hossein : le commissaire Alain Le Goff
- Raymond Pellegrin : Roger Sartet
- Gabriele Tinti (VF : Jean-Louis Jemma) : Jobic Le Goff
- Pierre Clémenti : "Trois-Pommes"
- Amidou : "Nez Cassé"
- Ilaria Occhini (VF : Martine Sarcey) : Angèle Le Goff
- Michel Galabru : Larmeno
- Patrick Préjean : "Beau Môme"
- Jacques Castelot : le directeur de la PJ
- Philippe Lemaire : Rondier
- Yves Barsacq : le sous-préfet
- Michel Creton : "Louis XIV"
- Germaine Delbat : Mme Le Goff
- Marcel Bernier : l'observateur à Marseille
- Robert Berri : Merlu
- Simone Valère : Mme Sartet
- Jacky Blanchot : un inspecteur
- Paul Mercey : Dr Langlois
- Jacques Hilling : le monsieur du stade
- Robert Dalban : "Paletot-de-Cuir"
- Bernard Musson : un agent à la PJ
- Dominique Zardi : "P'tit Nantais"
- Henri Attal : le journaliste
- André Weber : Barani
- Henri Cogan : le Limousin
- Pierre Hatet : Toupir
- Carole Lebel : Martine Sartet

## Autour des personnages
Le commissaire et le personnage principal du truand ont les mêmes noms (Le Goff et Sartet) que dans Le Clan des Siciliens, autre roman d'Auguste Le Breton, adapté trois ans plus tard par Henri Verneuil.